# Pachnobia cinerea
Pachnobia cinerea är en fjärilsart som beskrevs av Otto Staudinger 1871. Pachnobia cinerea ingår i släktet Pachnobia och familjen nattflyn. Inga underarter finns listade i Catalogue of Life.